# Gustav Ratzenhofer
‎
Gustav Ratzenhofer, avstrijski general, filozof in sociolog, * 4. julij 1842, Dunaj, † 8. oktober 1904, Atlantik.